# Поділи
Поділи, — колишнє село в Україні, у Середино-Будському районі Сумської області. Підпорядковувалось Голубівській сільській раді.
1988 року рішенням Сумської обласної ради зняте з обліку.

## Географічне розташування
Поділи знаходилося на правому березі річки Лютка, ближче до витоків, біля села знаходяться великі соснові масиви. Нижче по течії за 0,5 км знаходиться село Поліське.